# Double (Landschaft)
Die Double ist eine stark bewaldete französische Landschaft im Westen des Départements Dordogne und im äußersten Nordosten des Départements Gironde (Region Nouvelle-Aquitaine).

## Etymologie

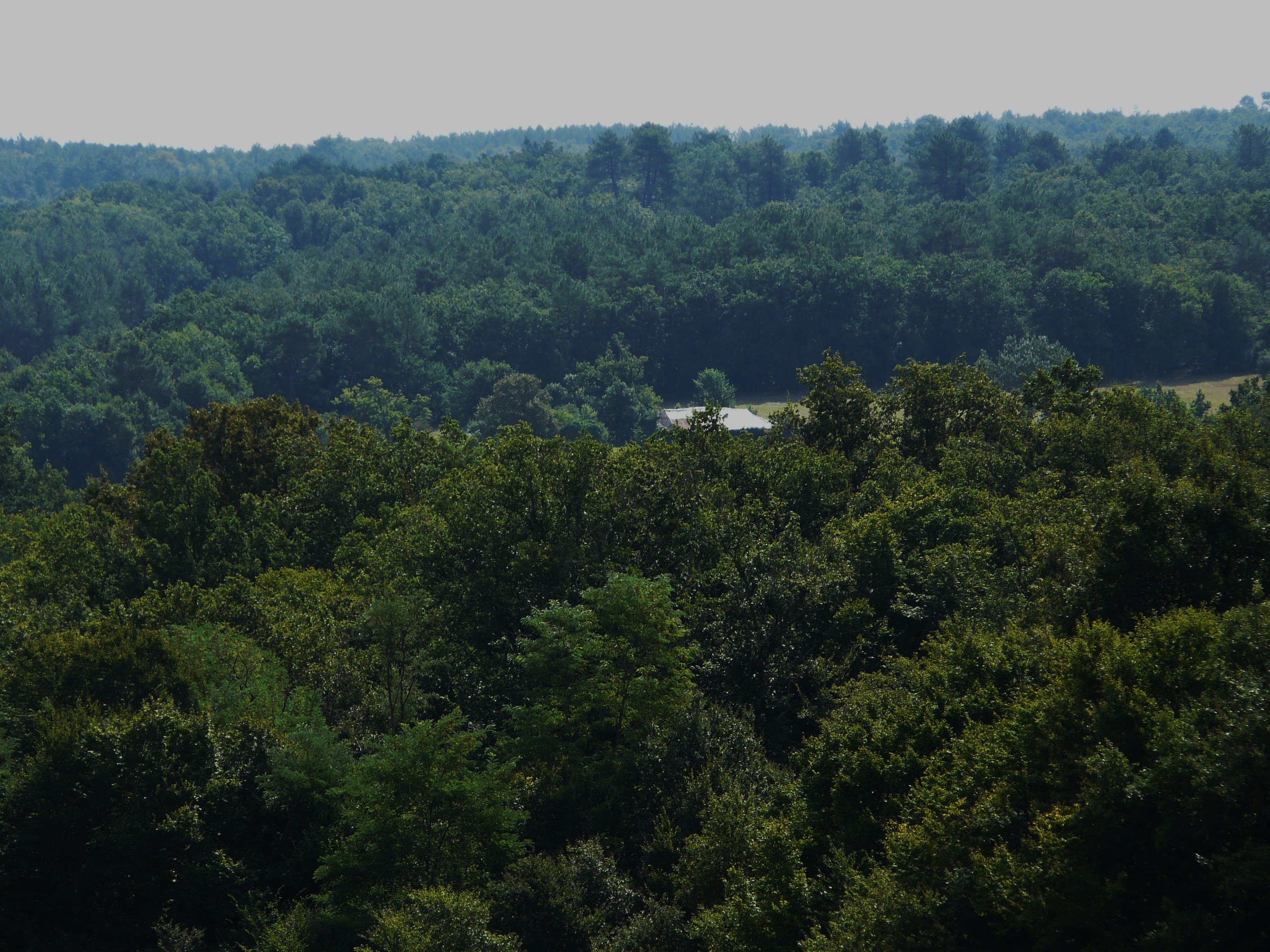
Die dunklen Waldungen der Double bei Saint-Michel-de-Double

Die Flur wurde erstmals 1212 als Dobla und 1365 als Dupla verschrftlicht. Die Bezeichnung Double, Französisch La Double oder Forêt de la Double, Okzitanisch Dobla, dürfte wahrscheinlich auf die gallische Wurzel Dubus bzw. Dubis und auch Dubulā  mit der Bedeutung schwarz zurückgehen. Verwandt sind hierzu das Altirische Dub, das Altwalisische Dub-, das Walisische und Bretonische Du und das Kornische Duw, alle mit derselben Bedeutung. Eingedeutschte Formen sind Toppwald oder Tobbwald. Offensichtlich haben die dunklen Wälder der Landschaft ihren Namen verliehen und nicht umgekehrt.

## Geographie

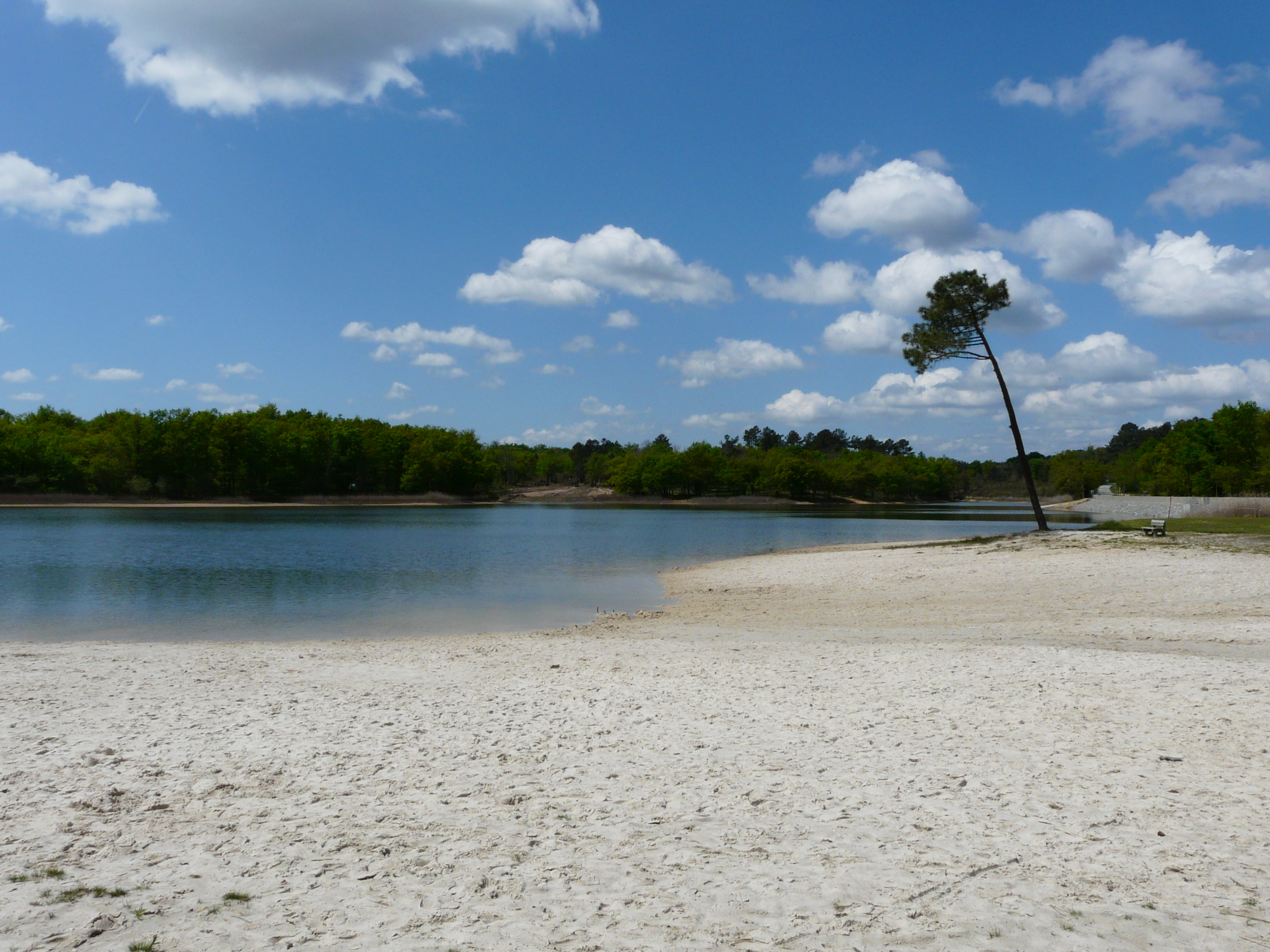
Der Grand étang von La Jemaye

Die Double wird von folgenden Landschaften umgeben:
- dem Ribéracois im Norden
- dem Périgord central im Osten
- dem Landais im Süden
- dem Libournais und dem Blayais im Südwesten
- der Double de Saintonge im Westen
- dem Montmorélien im Nordwesten.

Die Double erstreckt sich auf einer Fläche von knapp 500 Quadratkilometern über den zentralen Westen des Départements Dordogne und den Nordosten des Départements Gironde (mit den Gemeinden Saint-Christophe-de-Double und Saint-Antoine-sur-l'Isle). Die maximale Längsausdehnung in Ost-West-Richtung erreicht 40 Kilometer bei einer Breite von 20 Kilometer. Ihre Höhen schwanken zwischen 25 Meter an der Isle und 159 Meter im Südosten, die durchschnittliche Höhe beträgt etwa 100 Meter. Größere Städte in der Umgebung sind La Roche-Chalais, Montpon-Ménestérol, Mussidan und Saint-Aulaye. Drei Gemeinden führen den Zusatz Double in ihrem Ortsnamen: Saint-André-de-Double, Saint-Christophe-de-Double und Saint-Michel-de-Double.
Bis zum 20. Jahrhundert wurde noch zwischen der Double du Périgord im Osten der Dronne und der geomorphologisch gleich aufgebauten Double de Saintonge im Westen des Flusses unterschieden. Die Bezeichnung Double wird aber jetzt vorwiegend nur noch für den Ostteil im Périgord verwendet, obwohl ursprünglich das gesamte bewaldete Massiv hiermit gemeint war. Der Begriff Double du Périgord ist nach wie vor in Gebrauch.
Landschaftlich stellt die Double ein breit angelegtes bewaldetes Plateau dar, in welchem kleinere Hügelzüge und Talniederungen miteinander abwechseln. Aufgrund der Wasserundurchläßigkeit ihrer ton-, sand- und schotterhaltigen Böden finden sich zahllose kleine Weiher und Seen natürlichen wie künstlichen Ursprungs. Es existieren gut 500 solcher Wasserstellen – die größte unter ihnen mit 33 Hektar ist der Grand étang von La Jemaye.
Anmerkung: Gelegentlich wird die Double über die Beauronne hinaus noch weiter nach Osten in die nördliche Umgebung von Saint-Astier ausgedehnt. Dies bedeutet einen Anstieg der maximalen Höhen bis auf 233 Meter sowie ein Heruntergreifen der Schichten bis an die Basis des Campaniums bei Saint-Astier.

### Verwaltung
Die Double bildet Teil einen des Arrondissements Périgueux im Département Dordogne sowie des Arrondissements Libourne im Département Gironde. Seit 2014 ist im Département Dordogne als Gemeindeverband die Communauté de communes Isle Double Landais zuständig, im Département Gironde der städtische Verbund Communauté d’agglomération du Libournais.

## Hydrographie

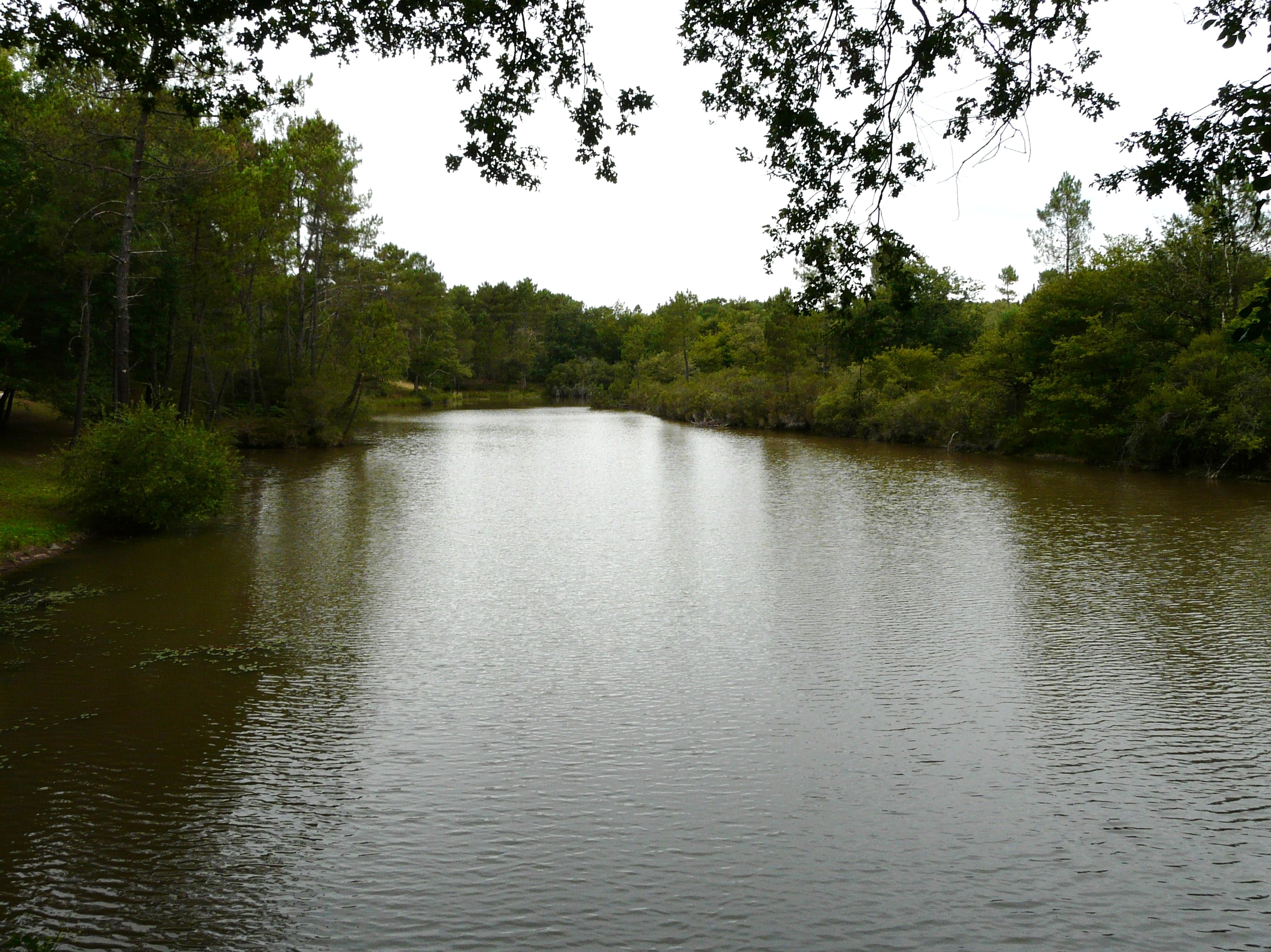
Weiher bei Eygurande-et-Gardedeuil

Die Wälder der Double werden von vier Flüssen umrahmt – der westwärts mäandrierenden Isle im Süden, der nach Südsüdwest mäandrierenden Dronne im Westen, der nach Westnordwest entwässernden Rizonne im Norden und der ebenfalls nach Südsüdwest fließenden Beauronne im Osten. Rechtsseitige Nebenflüsse der die Double im Süden begrenzenden Isle sind:
- die Beauronne – bildet die Ostgrenze
- der Grolet
- der Farganaud (auch: Fayoulet)
- die Duche mit ihrem Nebenfluss Petite Duche
- der Courbarieu.

Die Dronne durchtrennt die Double und begrenzt die Double du Périgord nach Westen. Ihre linksseitigen Nebenflüsse sind:
- die Rizonne (auch: Rissonne) – bildet die Nordgrenze
- der Chalaure.

## Geologie

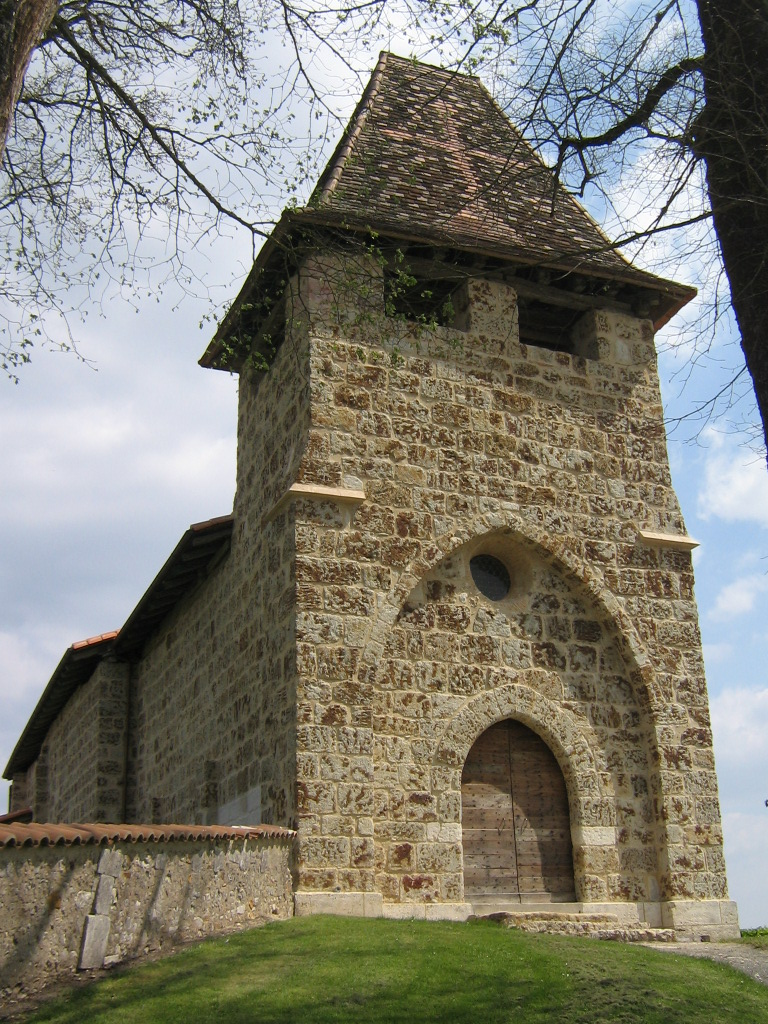
Kirche Saint-André in Saint-André-de-Double, erbaut aus mitteleozänem Sidérolithique

Geologisch gehört die Double zum Aquitanischen Becken und wird fast nur aus flach liegenden Schichten des kontinentalen Tertiärs fluviatilen Ursprungs aufgebaut. Die Schichtenfolge umfasst Oberkreide, Eozän, Oligozän und Pliozän. Vorherrschend in der Double sind neben dem unter- bis mitteleozänen Sidérolithique die Sables du Périgord des Obereozäns und Unteroligozäns. Das kontinentale Tertiär liegt diskordant auf Oberkreide (Obercampan).
Das Obercampan erscheint gerade noch am Nordrand der Double entlang der Rizonne sowie am Südausgang des Beauronne-Tals, der Rest der Double wird von Tertiär bedeckt. Das Tertiär weist seinerseits große Mächtigkeitsunterschiede auf – von wenigen Metern am Nordrand bis zu über 200 Meter im Süden. Auf Höhenlagen erscheint über Eozän und Oligozän auch noch Pliozän. Die Talungen werden von verschiedenen Terrassen des Quartärs ausgefüllt – entstanden während der letzten drei Eiszeiten.
Das gerade noch aufgeschlossene Obercampan besteht aus weichen gelblichen Kreidekalken. Anschließend setzte eine Regression ein und das Oberkreidemeer zog sich vollständig aus dem Aquitanischen Becken zurück. Ab dem Untereozän (Ypresium) lagerten sich in einem Innlanddelta aus dem Massif Central stammende detritische Massen mit kaolinitreichen Tonlagen ab. Im Mitteleozän wurde sehr grobkörniger Detritus mit Schottern und großen Geröllen eingeschüttet – möglicherweise im Zusammenhang mit der Pyrenäenorogenese. Das Obereozän wurde durch eine sehr reduzierte Sedimentation bei gleichzeitiger intensiver Verwitterung gekennzeichnet. Das Oligozän brachte erneut recht groben Detritus sowie Smektithaltige Tone. Während des Miozäns setzte die Sedimentation aus. Im folgenden Pliozän erfolgte ein letztmaliger Eintrag mit grobem Detritus, der die unterlagernde Topographie teils schwer in Mitleidenschaft zog. Ab dem frühen Quartär wurden dann die jetzigen Flussläufe angelegt, initiiert durch Kieslagen mit teils sehr großen Geröllen. Unter periglazialen Bedingungen strukturierte sich das Gewässernetz von Isle und Dronne in eine Abfolge von Terrassen. Im Holozän ließ jedoch die kinetische Energie nach, so dass die Flussläufe angefallenes Alluvium nicht mehr abtransportieren konnten und sich tonige und sogar moorige Sedimente auf den letzten Terrassen des Würms absetzen konnten.
Die im tieferen Untergrund verborgenen Schichten der Oberkreide bilden eine Muldenstruktur – das Saintes-Synklinal unterhalb von La Roche-Chalais. Das variszische kristalline Grundgebirge befindet sich unterhalb der Double bereits auf 2000 Meter Tiefe. In der Bohrung bei Saint-Géry im Landais beispielsweise wurden karbonische Schiefer auf 2052 Meter angetroffen.

## Ökologie

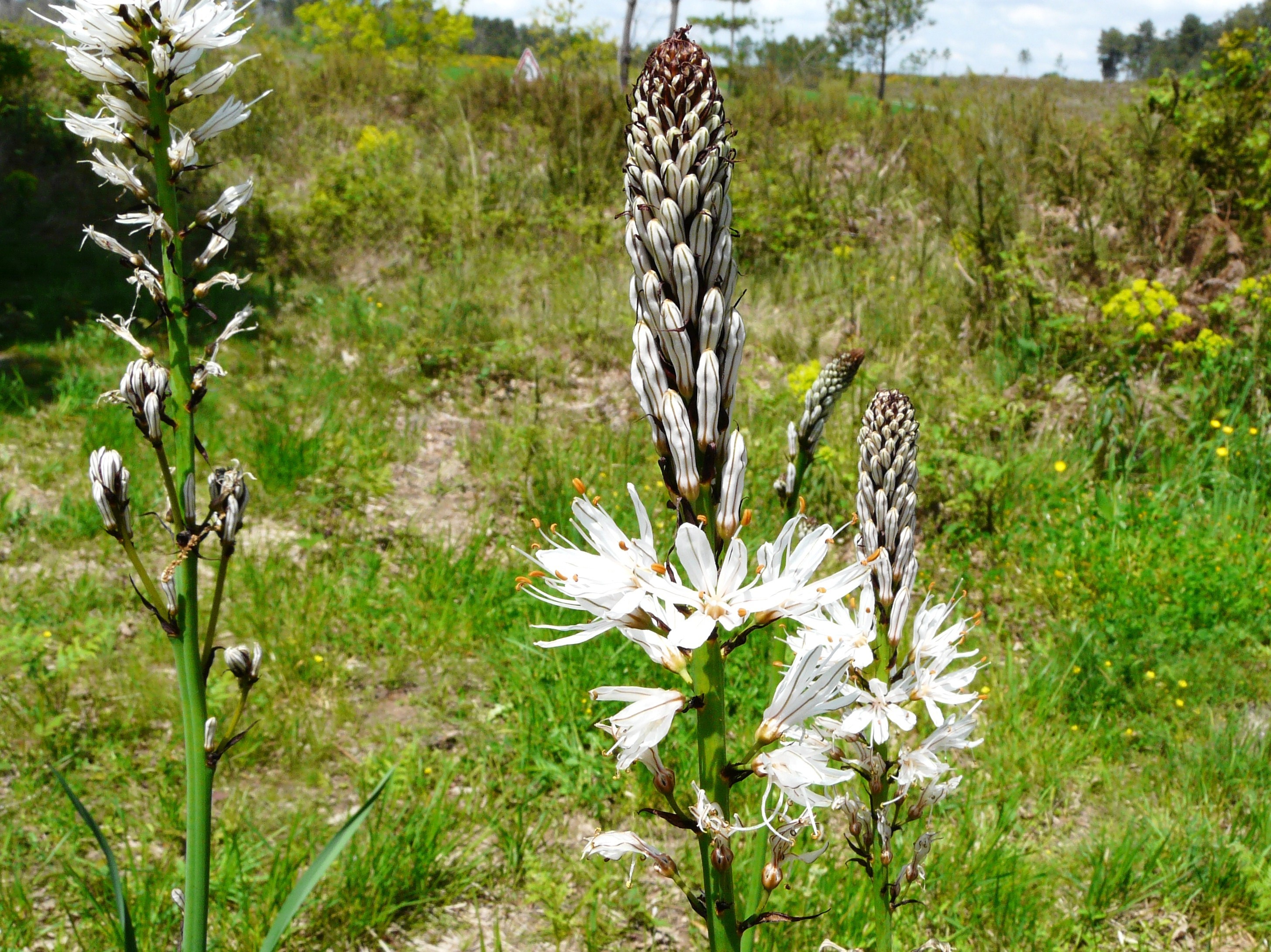
Weißer Affodill

Die Talniederungen in der Double werden von Alluvialwäldern aus Schwarz-Erlen (Alnus glutinosa), Gemeinen Eschen (Fraxinus excelsior), Stieleichen (Quercus robur)  und Pyrenäen-Eichen (Quercus pyrenaica) bestanden. Ferner bestehen Feuchtheiden aus Dorset-Heide (Erica ciliaris) und Glocken-Heide (Erica tetralix) sowie Hochmoore. Diese Niederungen nehmen mehr als 20 Prozent der Gesamtfläche ein und werden unter Natura 2000 als enorm wichtige Geländeabschnitte zur Erhaltung bedrohter europäischer Tierarten angesehen.
Hier kommen unter anderem die Europäische Sumpfschildkröte (Emis orbicularis) vor, der Dohlenkrebs (Austropotamobius pallipes), der Otter (Lutra lutra), der Europäische Nerz (Mustela lutreola),  die Groppe (Cottus gobio) und sogar das Bachneunauge (Lampetra planeri).

## Geschichte
Die Double war einst Teil der historischen Provinz des Périgords und war ab dem 7. Jahrhundert als Sylva Edobola bekannt. Sie stand damals in Verruf, da sie einen Rückzugsort für wilde Tiere und Ganoven darstellte. Im Jahr 768 wurde Waifar, der Herzog von Aquitanien, in der Nähe von Eygurande ermordet.
Im Mittelalter umfasste der Begriff Double ein weit größeres Areal und schloss die Double de Saintonge (inklusive Brossac, Barbezieux, Baignes, Montguyon, Montlieu, Montendre, Reignac und Laruscade), das Landais südlich der Isle bis nach Vergt im Südosten und Landstriche westlich von Périgueux (mit den Wäldern von La Chapelle-Gonaguet, von Beaulieu und von Chancelade) mit ein.
Von den Engländern wurde im Jahr 1316 in der Double die Bastide Saint-Barthélemy-de-Bellegarde gegründet.
Ab dem 18. Jahrhundert wurde der Holzreichtum in der Double intensiv für die nahegelegenen Werften in Bordeaux und La Rochelle ausgebeutet. Zurück blieb eine traurige, von Weihern und Tümpeln übersäte Heide. Die Landschaft war abweisend und feindselig geworden und ihre Einwohner (Französisch Doubleauds) litten unter Feuchtigkeit, Unterernährung und Malaria. Dies ist in dem Roman L'ennemi de la mort von Eugène Le Roy anschaulich beschrieben worden.
Im Second Empire wurden die Double und das benachbarte Landais drainiert und wieder aufgeforstet, vorwiegend mit See-Kiefern.
Wegen seiner dichten Wälder war die Double schon seit jeher ein Refugium für Verfolgte. Auch während des Zweiten Weltkriegs wurde die Double von der Deutschen Wehrmacht gemieden, da sich in ihr zahllose Widerstandskämpfer (Französisch Maquisards) verschanzt hatten.